# IV – The Eerie Cold
IV - The Eerie Cold – czwarty album studyjny szwedzkiej grupy black metalowej Shining. Wydawnictwo ukazało się 20 lutego 2005 roku nakładem wytwórni muzycznej Avantgarde Music.

## Lista utworów
Opracowano na podstawie materiału źródłowego.
1. "I Och Med Insikt Skall du Förgå" (muz. Kvarforth, sł. Kvarforth) - 07:32
2. "Vemodets Arkitektur" (muz. Kvarforth, John Doe, sł. Kvarforth) - 07:58
3. "Någonting Är Jävligt Fel" (muz. Kvarforth, sł. Kvarforth) - 06:21
4. "Eradication of the Condition" (muz. Kvarforth, John Doe, sł. Cazado) - 07:00
5. "The Eerie Cold (Samvetskvalens Ballad)" (muz. Kvarforth, sł. Kvarforth) - 05:53
6. "Claws of Perdition" (muz. Kvarforth, sł. Nattefrost) - 06:18

## Twórcy
Opracowano na podstawie materiału źródłowego.
- Niklas Kvarforth - wokal prowadzący, gitara, instrumenty klawiszowe, produkcja muzyczna, aranżacje
- John Doe - gitara
- Phil A. Cirone - gitara basowa, instrumenty klawiszowe
- Hellhammer - perkusja
- Rickard Bengtsson - produkcja muzyczna

## Wydania
| Rok  | Nr katalogowy | Format         | Wytwórnia          | Region          | źródło |
| ---- | ------------- | -------------- | ------------------ | --------------- | ------ |
| 2005 | AV082 CD      | CD, Album      | Avantgarde Music   | Włochy          | [ 3 ]  |
| 2005 | AV082-DIGI    | CD, Album, Dig | Avantgarde Music   | Włochy          | [ 3 ]  |
| 2005 | AV082LP       | LP, Album, Ltd | Avantgarde Music   | Włochy          | [ 3 ]  |
| 2008 | CDVILED220    | CD, Album, Sup | Peaceville Records | Wielka Brytania | [ 3 ]  |